# Вербицький Сергій Сергійович
Сергі́й Сергі́йович Верби́цький — підполковник Збройних Сил України, учасник російсько-української війни, Герой України з присвоєнням ордена «Золота Зірка» (2023).

## Життєпис
Сергій Вербицький народився 1986 року. Служив штурманом бомбардувальника Су-24. Під час повномасштабної російсько-української війни здійснив 13 бойових вильотів. За цей час екіпаж встиг уразити ворогів у Гостомелі на Київщині, а також у Сумській, Чернігівській, Харківській та Донецькій областях. Саме під час 13 вильоту в березні 2022 року окупанти підбили його бомбардувальник. Тоді він і пілот, 41-річний Олексій Коваленко, полетіли на завдання в Ізюмі на Харківщині, де сунула ворожа навала, а ворожу ППО практично неможливо було обійти. Приблизно за 20 кілометрів до цілі льотчики вирішили піти до кінця. Після збиття літака майору вдалося вижити, він встиг катапультуватися:
|  | «Воно, виходить, між нами пішло. Я вийшов із літака і далі у мене відкрився парашут. Висота була дуже мала, при вході я побачив літак, який відлітає і горить, землю побачив. Встиг подумати, чи встигне відкритись парашут. Він відкрився – і я приземлився, розповів Сергій Вербицький.» |

Після падіння штурман опинився на ворожій території. Йому довелося три години діставатися до своїх пішки та мінними полями. Згодом виявилося, що в Сергія Вербицького внаслідок падіння зламане ребро. Пілот Олексій Коваленко тоді загинув — він нагороджений званням Герой України посмертно.
Орден «Золота Зірка» отримав з рук Президента України Володимира Зеленського під час заходу з нагоди Дня Української Державності, що відбувся 28 липня 2023 року на Михайлівській площі в Києві.

## Нагороди
- звання Герой України з присвоєнням ордена «Золота Зірка» (8 липня 2023) — за особисту мужність і героїзм, виявлені у захисті державного суверенітету та територіальної цілісності України, самовіддане служіння Українському народові[5].
- орден «За мужність» III ступеня (2022) — за особисту мужність і самовіддані дії, виявлені у захисті державного суверенітету та територіальної цілісності України, вірність військовій присязі.